# Arnulf Conradi
Arnulf Conradi (* 14. September 1944 in Soldau, Ostpreußen) ist der Gründer und frühere Verleger des Berlin Verlages.

## Leben
Conradi studierte Amerikanistik und wurde mit seiner Arbeit über den amerikanischen Roman promoviert. Er arbeitete von 1975 an als Lektor und Verlagsleiter beim Claassen-Verlag und wechselte 1983 als Cheflektor zu S. Fischer und wurde vier Jahre später zum Programmgeschäftsführer befördert. 1993 gründete er zusammen mit Siegfried Unseld den Berlin Verlag, mit dem er 1998 zur Bertelsmann AG ging, 2003 zu Bloomsbury. Conradi leitete den Verlag bis 2005 als Verleger, bis er die Leitung des Verlages an die bisherige Cheflektorin Elisabeth Ruge übergab.
Conradi ist passionierter Ornithologe und gab 2009 eine Neuausgabe der Vögel Mitteleuropas von Johann Friedrich Naumann heraus. 2019 erschien sein persönlich gehaltenes Sachbuch Zen und die Kunst der Vogelbeobachtung.
Conradi war mit Elisabeth Ruge verheiratet.

## Schriften (Auswahl)
- Johann Friedrich Naumann: Die Vögel Mitteleuropas – eine Auswahl. Hrsg. von und mit einem Essay von Arnulf Conradi. Frankfurt am Main 2009. ISBN 978-3-8218-6223-1
- Canadian literature in Germany, in: Reflections of Canada. The Reception of Canadian Literature in Germany. Hgg. Martin Kuester, Andrea Wolff. Reihe: Schriften der Universitätsbibliothek Marburg, 101. Marburg 2000 ISBN 3-8185-0307-9 S. 27–35
- Arnulf Conradi: Zen und die Kunst der Vogelbeobachtung. München 2019. ISBN 978-3-95614-289-5